# Moussa Diakité
Moussa Diakité (Bamako, 4 de noviembre de 2003) es un futbolista maliense que juega en la demarcación de centrocampista para el Cádiz CF Mirandilla de la Segunda Federación.

## Trayectoria
Tras formarse en las categorías inferiores del Cádiz CF, el 30 de enero de 2022 debutó con el Cádiz CF Mirandilla contra el Córdoba CF en un partido que finalizó con un resultado de 0-4. El 4 de diciembre de 2023 debutó en Primera División contra el Real Club Celta de Vigo tras sustituir a Rubén Alcaraz en el tiempo de descuento de la segunda parte.

## Clubes
| Club                | País   | Año   | Partidos | Goles |
| ------------------- | ------ | ----- | -------- | ----- |
| Cádiz CF Mirandilla | España | 2022- | 54       | 0     |
| Cádiz CF            | España | 2023- | 2        | 0     |